# Juan Flahn
Juan Flahn (Burgos, 1973) es un director, guionista y escritor español. Ha dirigido películas como Chuecatown, triunfadora del festival internacional FilmOut San Diego 2008, y cortometrajes como Hábitos por el que fue nominado a los premios Goya en 1996.

## Trayectoria
Nacido en Burgos, creció en Bilbao donde estudió Bellas Artes, trabajó como actor de doblaje en la empresa K2000 y participó en un concurso de guiones para la ETB que ganó con la serie Dúplex. Tras ello se trasladó a Madrid donde empezó a trabajar de guionista en multitud de series de televisión. También escribió para cine y realizó varios cortometrajes. Entre 2003 y 2006 fue promotor de la fiesta En Plan Travesti junto a La Prohibida, Agnes la Sucia, Roberta Marrero y Glenda Galore, ejerciendo su faceta de DJ bajo el nombre artístico de Dj Chavala.
Fue uno de los pregoneros del Orgullo gay de Madrid 2007 con el equipo de Chuecatown, convirtiéndose en una referencia en contra de la gentrificación del barrio de Chueca y un activista a favor de la no discriminación de la personas con VIH a través de su trabajo en la serie de cortometrajes Indetectables presentada en el Festival de Cine LGBT Zinegoak.
Actualmente compagina su trabajo como director de cine con el dúo cómico musical Las Juanettes. También colabora habitualmente en el programa Más Que Palabras de Radio Euskadi con una sección llamada "Globalizando" que trata temas de Internet y redes sociales. Asimismo ha publicado dos novelas y un relato autobiográfico en la antología del travestismo español Travestiario (Ediciones Hidroavión, 2018).

## Filmografía

### Como director
Televisión
- Indetectables. 2017 (Serie de TV).[13]
- Fantasmagórica. 2014 (Serie de TV).[14]

Pelicula
- Chuecatown. 2007.[15]
- Las flores de Bach. 2001.
- Completo comfort. 1997 (Cortometraje).
- Todo, todo, todo, todo. 1997 (Cortometraje).
- Hábitos. 1995 (Cortometraje).

### Como guionista
Televisión
- Señoras del (h)AMPA. 2020 (Serie de TV).
- Fantasmagórica. 2014 (Serie de TV).
- C.L.A. No somos ángeles. 2007 (Serie de TV).
- Mujeres. 2006 (Serie de TV).
- Odiosas. 2006 (Serie de TV).
- Ana y los 7 2003 (Serie de TV).
- Estamos en directo. 1999 (Serie de TV).
- Ellas son así. 1999 (Serie de TV).
- La casa de los líos. 1998 (Serie de TV)
- Quítate tú pa' ponerme yo. 1998 (Serie de TV).
- Tres hijos para mí solo. 1995 (Serie de TV).
- Canguros. 1994 (Serie de TV).
- Dúplex. 1993. (Serie de TV).

Películas
- Insomnio. 1998 (Largometraje).
- Alma gitana 1995 (Largometraje).

## Novelas
- De Gabriel a Jueves (2010).[16]
- Orgullo Z (2011).[17]